# Tetraetoksysilan
Tetraetoksysilan (TEOS; krzemian tetraetylu), Si(OC
2H
5)
4 – organiczny związek chemiczny z grupy alkoksysilanów, ortoester kwasu krzemowego i etanolu.

## Właściwości fizyczne
TEOS jest bezbarwną cieczą o alkoholowym zapachu. Nie jest rozpuszczalny w wodzie, jest higroskopijny.

## Otrzymywanie
TEOS jest otrzymywany standardowo w reakcji tetrachlorosilanu z etanolem:
SiCl
4 + 4C
2H
5OH → Si(OC
2H
5)
4 + 4HCl

## Zastosowanie
TEOS jest jednym z najczęściej stosowanych prekursorów w reakcji zol-żel. W reakcji z wodą ulega on stopniowej hydrolizie, przez silanole do kwasu ortokrzemowego, Si(OH)
4:
Si(OC
2H
5)
4 + H
2O  ⇄  Si(OC
2H
5)
3OH + C
2H
5OH
Si(OC
2H
5)
3OH + H
2O  ⇄  Si(OC
2H
5)
2(OH)
2 + C
2H
5OH
Si(OC
2H
5)
2(OH)
2 + H
2O  ⇄  Si(OC
2H
5)(OH)
3 + C
2H
5OH
Si(OC
2H
5)(OH)
3 + H
2O  ⇄  Si(OH)
4 + C
2H
5OH
Reakcja ta katalizowana jest m.in. kwasami i zasadami. TEOS jest nierozpuszczalny w wodzie, a podczas hydrolizy powstaje zol, w wyniku czego mieszanina reakcyjna jest mętna. 
Powstające silanole ulegają kondensacji do siloksanów, ≡Si−O−Si≡ (gdzie Si≡ oznacza atom krzemu z 3 dowolnymi podstawnikami, a nie wiązanie potrójne). Reakcja ta może przebiegać z uwolnieniem cząsteczki etanolu lub wody:
≡Si−OEt + HO−Si≡  ⇄  ≡Si−O−Si≡ + EtOH
≡Si−OH + HO−Si≡  ⇄  ≡Si−O−Si≡ + H
2O
Podczas kondensacji zol ulega przekształceniu w żel.
Proces prowadzi się często w roztworze alkoholowo-wodnym, przy czym alkohol nie służy jedynie jako rozpuszczalnik dla TEOS, ale bierze też udział w reakcjach – są one bowiem odwracalne, a alkohol powoduje przesunięcie równowagi w kierunku substratów. W niektórych podejściach nie stosuje się jednak alkoholu.
Końcowym produktem procesu jest krzemionka. W zależności od warunków uzyskuje się cząstki o różnej wielkości i kształcie, będące gigantycznymi makromolekułami. Produkty o regularnym, kulistym kształcie i jednolitej wielkości powstają podczas tzw. procesie Stöbera, opisanego po raz pierwszy w 1968 r. przez Wernera Stöbera, Arthura Finka i Ernsta Bohna. Średnica uzyskiwanych cząstek wynosi od 5 nm do 2 μm.

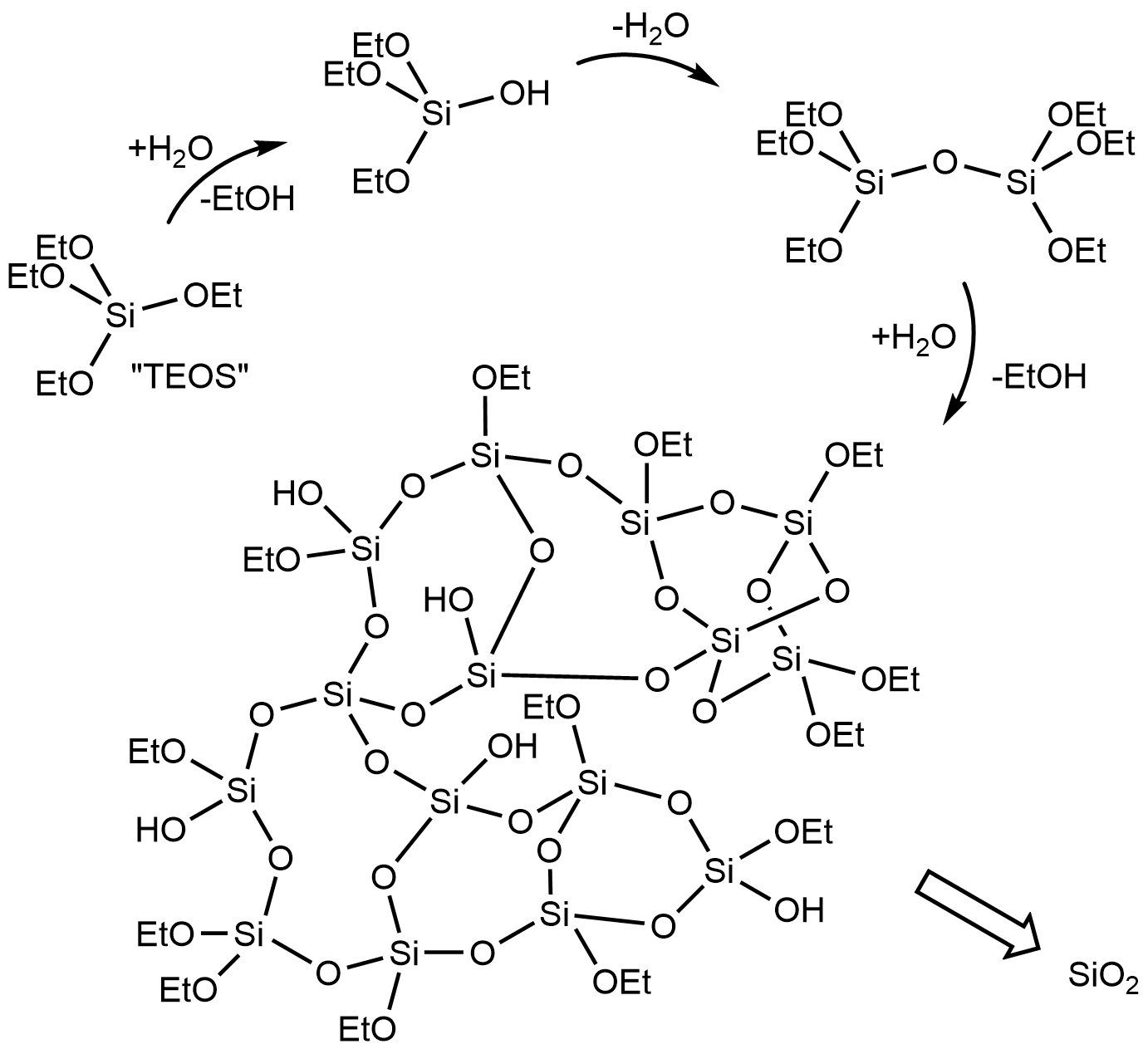
Powstawanie krzemionki z TEOS-u

### Produkty
TEOS jest stosowany do otrzymywania:
- silikażelu[18]
- hydrożeli krzemionkowych[19]
- hybrydowych materiałów epoksydowo-krzemionkowych[20]
- aerożeli krzemionkowych[21]
- kserożeli krzemionkowych[22]
- zeolitów[23].